# Родригес, Диего Мануэль
Диего Мануэль Родригес (исп. Diego Manuel Rodriguez; род. 8 августа 1986[…], Монтевидео) — уругвайский футболист, полузащитник.

## Биография
Дебютировал за «Пеньяроль» во взрослом футболе в 2003 году. За «карбонерос» провёл пять сезонов, сыграв в 79 матчах чемпионата страны.
В сезоне 2008/09 защищал цвета итальянской «Болоньи», однако не смог закрепиться в основном составе и в середине 2009 года перебрался в аргентинский «Уракан». Провёл в команде из Буэнос-Айреса полтора сезона.
К «Дефенсор Спортингу» присоединился в начале 2011 года и за три года отыграл за команду из Монтевидео 38 матчей в Примере.
В январе 2014 года Родригес перешёл в «Ривер Плейт» (Монтевидео). С тех пор сыграл за «дарсенерос» в чемпионате Уругвая 94 матчей, отметившись тремя забитыми мячами.

## Достижения
- Вице-чемпион Уругвая (3): 2010/11, 2011/12, 2012/13
- Вице-чемпион Аргентины (1): Клаусура 2009